# 色域
色域是对一种颜色进行编码的方法，也指一个技术系统能够产生的颜色的总合。
在计算机图形处理中，色域是颜色的某个完全的子集。颜色子集最常见的应用是用来精确地代表一种给定的情况。例如一个给定的色彩空间或是某个输出装置的呈色范围。

## 色彩表现的局限性
绝大多数系统的色域都是由于很难生成单色（单波长）的光线所导致的。最好的接近单色光的技术就是激光，但对于大多数系统来说这种方法过于昂贵，不太现实。所以大多数系统都是用大致近似的方法表示高度饱和的颜色，这些光线通常包含所期望的颜色之外多种颜色。不过随着激光技术的进步，成本进一步降低，激光方法也逐渐有所应用。
使用加性色彩处理的系统通常在色域饱和平面上大致是一个凸多边形。多边形的顶点是系统能够产生的最饱和的颜色。在减性色彩系统中，色域经常是不规则区域。

## 各种颜色系统的比较
下面是大致按照从大到小的色域排列的色彩系统：
- 如今使用三束激光的激光视频投影机已经步入实用阶段。其理论依据是激光是真正的单原色。激光视频投影机使用三束激光在如今实用的显示设备中产生较宽色域。这种系统像电子束在CRT上扫描那样逐个扫描图像上的每个点，然后在较高的频率直接对激光进行调制，或者是对激光进行光学扩展、调制、每次扫描一行，就象DLP中的方式调制扫描线。
- 底片是最好的检测、重现色彩的系统之一。常去看电影的人对于电影院中的电影与家庭影院之间的色彩品質都深有感触。这是因为电影胶片的色域要远大于电视的色域。
- 激光放映使用激光产生非常接近单色的光线，这样就可以产生远远超出其它系统的色饱和度。但是，这种方法很难通过色域的合成产生饱和度较低的其它颜色。另外，这样的系统非常复杂、昂贵、不适于通常的影片放映。
- CRT及类似的显示器都有一个大致为三角形的能够覆盖可见色彩空间大部分的色域。CRT显示器的色域受限于产生红色、绿色、蓝色光线的荧光物质。除了显示器本身之外，显示实际的图像的时候，通常还受限于如数码相机、扫描仪等设备中的色彩感測器的品質相关。索尼公司最近引进了一种四色（RGB加上母绿）色彩感測器系统以提高影片显示的品質以及更大的色域，但是这种技术的成效还有待时间检验。
- 液晶显示器（LCD）的螢幕通过对背光进行过滤进行显示。因此LCD的色域完全取决于背光的光谱。通常LCD显示器使用荧光灯作为背光，而荧光灯的色域通常比CRT显示器要小很多。一些使用发光二极管（LED）的LCD显示器则比CRT的色域更加宽广。
- 电视通常使用CRT 显示器，但是由于广播系统的限制，电视系统并没有充分利用CRT显示的优点。高清电视相对来说效果要远远好于普通的电视，但是仍然比使用同样显示技术的计算机显示稍逊一筹。
- 印刷过程中通常使用CMYK色彩空间（青色C、洋紅色M、黄色Y与黑色K）。有极少数印刷系统中不使用黑色，但是在表现低饱和度、低亮度颜色的时候效果不好。通过添加基本颜色之外的其它颜色来扩展印刷过程的色域。
- 单色显示器的色域是色彩空间中的一条一维曲线。